# Phương pháp đào tạo theo hệ thống tín chỉ
Phương pháp đào tạo theo hệ thống tín chỉ hay gọi tắt là Hệ thống tín chỉ là một phương thức đào tạo tiên tiến trong nền giáo dục của nhiều quốc gia trên thế giới. Nó còn được gọi là học chế tín chỉ để phân biệt với các phương pháp đào tạo ra đời trước nó như học chế niên chế, học chế học phần. Trên thế giới phương pháp này được áp dụng ở cả giáo dục phổ thông và giáo dục đại học.

## Lịch sử
Phương pháp đào tạo theo hệ thống tín chỉ ra đời vào năm 1873 tại Đại học Harvard, Hoa Kỳ và sau đó được lan tỏa tới các nước khác, trước hết là các nước tây Âu từ những năm 1966 và hiện nay đã phổ biến trên toàn thế giới.
Hiện nay có hai hệ thống tín chỉ được sử dụng rộng rãi là, Hệ thống Tín chỉ của Hoa Kỳ (the United States Credit System - USCS), được thực hiện từ những năm đầu tiên của thế kỷ XX và Hệ thống Chuyển đổi Tín chỉ của châu Âu (the European Credit Transfer System - ECTS) được xây dựng từ khoảng năm 1989 và được Hội đồng châu Âu công nhận như là một hệ thống thống nhất dùng để đánh giá kiến thức của sinh viên trong khuôn khổ các nước thành viên EU từ năm 1997. ECTS là hệ thống phát triển rộng rãi nhất và được sử dụng cả ở các nước không thuộc Hiệp hội châu Âu.

## Định nghĩa về tín chỉ
Hiện nay có khoảng hơn 60 định nghĩa về tín chỉ. Có định nghĩa coi trọng khía cạnh định tính, có định nghĩa coi trọng khía cạnh định lượng, có định nghĩa nhấn mạnh vào chuẩn đầu ra của sinh viên, có định nghĩa lại nhấn mạnh vào các mục tiêu của một chương trình học. Một định nghĩa về tín chỉ được các nhà quản lý và các nhà nghiên cứu giáo dục ở Việt Nam biết đến nhiều nhất là của học giả người Mỹ gốc Trung Quốc James Quann thuộc Đại học Washington. Trong buổi thuyết trình về hệ thống đào tạo theo tín chỉ tại Đại học Khoa học Công nghệ Hoa Trung, Vũ Hán mùa hè năm 1995, học giả James Quann trình bày cách hiểu của ông về tín chỉ như sau:
Tín chỉ học tập là một đại lượng đo toàn bộ thời gian bắt buộc của một người học bình thường để học một môn học cụ thể, bao gồm:
(1) thời gian lên lớp.
(2) thời gian ở trong phòng thí nghiệm, thực tập hoặc các phần việc khác đã được quy định ở thời khóa biểu.
(3) thời gian dành cho đọc sách, nghiên cứu, giải quyết vấn đề, viết hoặc chuẩn bị bài...
Đối với các môn học lý thuyết một tín chỉ là một giờ lên lớp (với hai giờ chuẩn bị bài) trong một tuần và kéo dài trong một học kì 15 tuần; đối với các môn học ở studio hay phòng thí nghiệm, ít nhất là 2 giờ trong một tuần (với 1 giờ chuẩn bị); đối với các môn tự học, ít nhất là 3 giờ làm việc trong một tuần.
Tín chỉ theo định nghĩa nói trên gắn với học kỳ 4 tháng (semester) được sử dụng phổ biến nhất ở Mỹ. Ngoài ra còn có định nghĩa tương tự cho tín chỉ theo học kỳ 10 tuần (quarter) được sử dụng ở một số ít trường đại học. Tỷ lệ khối lượng lao động học tập của hai loại tín chỉ này là 3/2. Để đạt bằng cử nhân (Bachelor) sinh viên thường phải tích luỹ đủ 120–136 tín chỉ (Hoa Kỳ), 120–135 tín chỉ (Nhật Bản), 120–150 TC (Thái Lan),... Để đạt bằng thạc sĩ (master), sinh viên phải tích luỹ 30–36 TC (Mỹ), 30 TC (Nhật Bản), 36 TC (Thái Lan)...
Theo ECTS của EU, người ta quy ước khối lượng lao động học tập ước chừng của một sinh viên chính quy trung bình trong một năm học được tính bằng 60 tín chỉ.
Tại Việt Nam, một tín chỉ được quy định bằng 15 tiết học lý thuyết; 30–45 tiết thực hành, thí nghiệm hoặc thảo luận; 45–90 giờ thực tập tại cơ sở; 45–60 giờ làm tiểu luận, bài tập lớn hoặc đồ án, khoá luận tốt nghiệp. Đối với những học phần lý thuyết hoặc thực hành, thí nghiệm, để tiếp thu được một tín chỉ sinh viên phải dành ít nhất 30 giờ chuẩn bị cá nhân. Hiệu trưởng các trường quy định cụ thể số tiết, số giờ đối với từng học phần cho phù hợp với đặc điểm của trường. Đối với những chương trình, khối lượng của từng học phần đã được tính theo đơn vị học trình thì 1,5 đơn vị học trình được quy đổi thành 1 tín chỉ. Một tiết học được tính bằng 50 phút.

## Ưu điểm của học chế tín chỉ
1. Phương thức đào tạo theo tín chỉ lấy người học làm trung tâm trong quá trình dạy và học, phát huy được tính chủ động, sáng tạo của người học. Trong phương thức đào tạo theo tín chỉ, tự học, tự nghiên cứu của sinh viên được coi trọng, được tính vào nội dung và thời lượng của chương trình. Người học tự học, tự nghiên cứu, giảm sự nhồi nhét kiến thức của người dạy, và do đó, phát huy được tính chủ động, sáng tạo của người học. Người học là người tiếp nhận kiến thức nhưng đồng thời cũng là người chủ động tạo kiến thức, hướng tới đáp ứng những nhu cầu của thị trường lao động ngoài xã hội. Mọi phương thức đào tạo đều lấy quá trình dạy – học làm trọng tâm. Tuy nhiên, trong phương thức đào tạo truyền thống, vai trò của người dạy được coi trọng (lấy người dạy làm trung tâm). Ngược lại, trong phương thức đào tạo theo tín chỉ, vai trò của người học được đặc biệt coi trọng (lấy người học làm trung tâm). Đường hướng lấy người học làm trung tâm được quán triệt từ khâu thiết kế chương trình, biên soạn nội dung giảng dạy và sử dụng phương pháp giảng dạy.
2. Phương thức đào tạo theo tín chỉ có độ mềm dẻo và linh hoạt về môn học. Chương trình được thiết kế theo phương thức đào tạo tín chỉ bao gồm một hệ thống những môn học thuộc khối kiến thức chung, những môn học thuộc khối kiến thức chuyên ngành, những môn học thuộc khối kiến thức cận chuyên ngành. Mỗi khối kiến thức đều có số lượng những môn học lớn hơn số lượng các môn học hay số lượng tín chỉ được yêu cầu; sinh viên có thể tham khảo giáo viên hoặc cố vấn học tập để chọn những môn học phù hợp với mình, để hoàn thành những yêu cầu cho một văn bằng và để phục vụ cho nghề nghiệp tương lai của mình. Mặt khác, học chế tín chỉ cho phép sinh viên dễ dàng thay đổi ngành chuyên môn trong tiến trình học tập khi thấy cần thiết mà không phải học lại từ đầu.Các trường đại học có thể mở thêm ngành học mới một cách dễ dàng khi nhận được tín hiệu về nhu cầu của thị trường lao động và tình hình lựa chọn ngành nghề của sinh viên. Học chế tín chỉ cho phép ghi nhận cả những kiến thức và khả năng tích luỹ được ngoài trường lớp để dẫn tới văn bằng, khuyến khích sinh viên từ nhiều nguồn gốc khác nhau có thể tham gia học đại học một cách thuận lợi. Về phương diện này có thể nói học chế tín chỉ là một trong những công cụ quan trọng để chuyển từ nền đại học mang tính tinh hoa (elitist) thành nền đại học mang tính đại chúng (mass).
3. Phương thức đào tạo theo tín chỉ có độ mềm dẻo và linh hoạt về thời gian ra trường. Sinh viên được cấp bằng khi đã tích lũy được đầy đủ số lượng tín chỉ do trường đại học quy định; do vậy họ có thể hoàn thành những điều kiện để được cấp bằng tùy theo khả năng và nguồn lực (thời lực, tài lực, sức khỏe,...) của cá nhân.
4. Phương thức đào tạo theo tín chỉ sẽ tạo được sự liên thông giữa các cấp đào tạo đại học và giữa các ngành đào tạo khác nhau của cùng một trường đại học hay xa hơn nữa là giữa các cơ sở đào tạo đại học giữa quốc gia này với các quốc gia khác trên thế giới. Khi sự liên thông được mở rộng, nhiều trường đại học công nhận chất lượng đào tạo của nhau, người học có thể dễ dàng di chuyển từ trường đại học này sang học ở trường đại học kia (kể cả trong và ngoài nước) mà không gặp khó khăn trong việc chuyển đổi tín chỉ. Kết quả là, áp dụng phương thức đào tạo theo tín chỉ sẽ khuyến khích sự di chuyển của sinh viên, mở rộng sự lựa chọn học tập của họ, làm tăng độ minh bạch của hệ thống giáo dục, và giúp cho việc so sánh giữa các hệ thống giáo dục đại học trên thế giới được dễ dàng hơn.
5. Phương thức đào tạo theo tín chỉ đạt hiệu quả cao về mặt quản lý và giảm giá thành đào tạo. Với học chế tín chỉ, kết quả học tập của sinh viên được tính theo từng học phần chứ không phải theo năm học, do đó việc hỏng một học phần nào đó không cản trở quá trình học tiếp tục, sinh viên không bị buộc phải quay lại học từ đầu. Chính vì vậy giá thành đào tạo theo học chế tín chỉ thấp hơn so với đào tạo theo niên chế.
6. Phương thức đào tạo theo tín chỉ vừa là thước đo khả năng học tập của người học, vừa là thước đo hiệu quả và thời gian làm việc của giáo viên.
7. Phương thức đào tạo theo tín chỉ có lợi không những cho tính toán ngân sách chi tiêu nội bộ của nhà trường mà còn cả cho việc tính toán để xin tài trợ từ nguồn ngân sách nhà nước và các nhà tài trợ khác.
8. Phương thức đào tạo theo tín chỉ là cơ sở để báo cáo các số liệu của trường đại học cho các cơ quan cấp trên và các đơn vị liên quan: một khi thước đo giờ tín chỉ được phát triển và kiện toàn, việc sử dụng nó như là một phương tiện để giám sát bên ngoài, để báo cáo và quản lý hành chính sẽ hữu hiệu hơn.

## Nhược điểm của học chế tín chỉ
Theo Giáo sư Lâm Quang Thiệp (Đại học Quốc gia Hà Nội), hai nhược điểm quan trọng của học chế tín chỉ là:
1. Cắt vụn kiến thức: Phần lớn các module trong học chế tín chỉ được quy định tương đối nhỏ, cỡ 3 hoặc 4 tín chỉ, do đó không đủ thời gian để trình bày kiến thức một cách đầy đủ, bài bản theo một trình tự diễn biến liên tục, từ đó gây ấn tượng kiến thức bị cắt vụn. Đây thật sự là một nhược điểm, và người ta thường khắc phục nhược điểm này bằng cách không thiết kế các module quá nhỏ dưới 3 tín chỉ, và trong những năm cuối người ta thường thiết kế các môn học hoặc tổ chức các kỳ thi có tính tổng hợp để sinh viên có cơ hội liên kết, tổng hợp các kiến thức đã học.
2. Khó tạo nên sự gắn kết trong sinh viên: Vì sinh viên có thể tự do lựa chọn môn học nên các lớp học theo module không ổn định (lớp học phần), khó xây dựng các tập thể gắn kết chặt chẽ như các lớp theo khóa học nên việc tổ chức sinh hoạt đoàn thể của sinh viên gặp khó khăn. Chính vì nhược điểm này mà có người nói học chế tín chỉ khuyến khích chủ nghĩa cá nhân, không coi trọng tính cộng đồng. Tuy nhiên người ta thường khắc phục bằng cách xây dựng các tập thể tương đối ổn định qua các "lớp khóa học" và đảm bảo sắp xếp một số buổi xác định không bố trí thời khoa biểu để sinh viên có thể cùng tham gia các sinh hoạt đoàn thể chung.

## Thang điểm trong hệ thống tín chỉ

### Thang điểm chữ
Hiện nay các nước có nền giáo dục tiên tiến trên thế giới như Mỹ, Anh, Úc hay Singapore đều áp dụng cách tính điểm theo hệ chữ chữ gồm 5 mức cơ bản A, B, C, D, F. Ở từng quốc gia lại có cách chia nhỏ mỗi mức thành các mức điểm khác nhau như A+, A, A-... cách quy đổi này hạn chế tối đa "range" (khoảng cách giữa 2 mức điểm) và giúp cho sinh viên được xếp loại đúng hơn. Tại Đại học Quốc gia Singapore, điểm của sinh viên sẽ được quy đổi từ hệ 10 hoặc 100 sang hệ điểm chữ A, B, C... Điều này có nghĩa, thông thường điểm của sinh viên vẫn được tính theo hệ 10 hoặc 100. Điểm này được gọi là raw mark (điểm thô). Đến cuối kỳ, điểm của sinh viên sẽ được quy ra theo hệ A, B, C... nhằm mục đích xếp loại. Mục đích chuyển từ hệ 10 hoặc 100 sang hệ chữ A, B, C... là nhằm mục đích xếp hạng, điều mà hệ điểm số không phản ánh hết.

## Thang điểm 4
Nếu như thang điểm chữ A, B, C, D dùng để xếp hạng thì hệ 4.0 dùng để tính điểm trung bình cho sinh viên, đơn giản cho việc xét học bổng, điều kiện tốt nghiệp hay xếp loại tốt nghiệp. Ở một số nước không sử dụng thang điểm 4 mà sử dụng thay thế bằng thang điểm 5.